# Пекін-Шанхайська високошвидкісна залізниця
35°31′45″ пн. ш. 118°48′16″ сх. д. / 35.5291374° пн. ш. 118.8044977° сх. д.
Пекін-Шанхайська високошвидкісна залізниця (кит.: 京沪高速铁路; піньїнь: Jīnghù Gāo Tiě) - лінія високошвидкісного наземного транспорту, довжина якої становить 1,318 кілометрів. Лінія пов'язує дві головні економічні зони Китайської Народної Республіки: Бохайвань і дельту Янцзи. Будівництво лінії розпочалося 18 квітня 2008 року і було закінчено 15 листопада 2010 року, офіційне відкриття лінії відбулося 30 червня 2011 року.
При прокладанні залізничної колії було задіяно 135 тис. робочих. Лінія прямує паралельно діючій залізничній лінії Пекін - Шанхай. Проект передбачає наявність двостороннього руху поїздів в обидва кінці.
Ця лінія є першою, максимальна швидкість руху поїздів по якій складе 380 км/год. По введенню в експлуатацію залізниця є найбільш високошвидкісною у світі - до неї цей статус мала швидкісна залізниця Ухань-Гуанчжоу , яка була відкрита у грудні 2009 року.
Потяг долає відстань між крайніми точками за 3 години 58 хвилин, а середня швидкість - 329 км/год.
Шанхай-Нанкінська (Shanghai-Nanjing Intercity Railway) і Пекін-Тяньцзіньська міжміська залізниця прямують по приблизно паралельних трасах з відповідними ділянками Пекін-Шанхайської високошвидкісної залізниці, але є окремими від неї лініями.

## Характеристики
Будівництвом лінії займається компанія Beijing-Shanghai High-Speed Railway Co., Ltd. Вартість проекту становить 220,94 млрд китайських юанів (приблизно 33,29 млрд доларів США),, очікуваний щоденний пасажиропотік - 220 тис. чоловік, що вдвічі перевищує поточний показник. У години-пік відправлення поїздів відбуватиметься кожні три хвилини. На лінії споруджено 244 залізничних мости, 164-кілометровий віадук між містами Дан'ян і Куньшань (Дан'ян-Куньшаньський віадук) є найдовшим у світі. Також побудовано 22 тунелі загальною довжиною у 16,1 км.
Економічна швидкість поїздів на лінії - 350 км/год, максимальна швидкість - 380 км/год. Середня швидкість між Пекіном і Шанхаєм - 330 км/год, що дозволило скоротити час у дорозі з десяти години до чотирьох. Система контролю руху поїздів CTCS-3 здійснює контроль за рухом поїздів на швидкості 380 км/год і інтервалом руху у три хвилини. На лінії використовують потяги серії CRH-380A, потяги складаються з 16 вагонів. Потужність кожного складу - 16 МВт, максимальна місткість кожного складу - 1050 пасажирів, тобто споживана енергія в розрахунку на одного пасажира в середньому менше 80 кіловат-годину.

## Стара лінія
Діюча стара лінія Пекін - Шанхай розпочала зазнавати значних перевантажень, показник щільності руху поїздів на даному маршруті в чотири рази перевищує середній рівень в країні. Введення в експлуатацію нової лінії дозволило розвантажити пасажиропотік на даному маршруті і відокремити вантажні перевезення від пасажирських. Саме через вантажні перевезення стара лінія зазнає перевантаження, які стримують економічний розвиток регіонів, прилеглих до даної лінії. Передбачуваний обсяг пасажирських перевезень тільки в одному напрямку перевищить 80 млн осіб на рік.